# Weinhähnchen

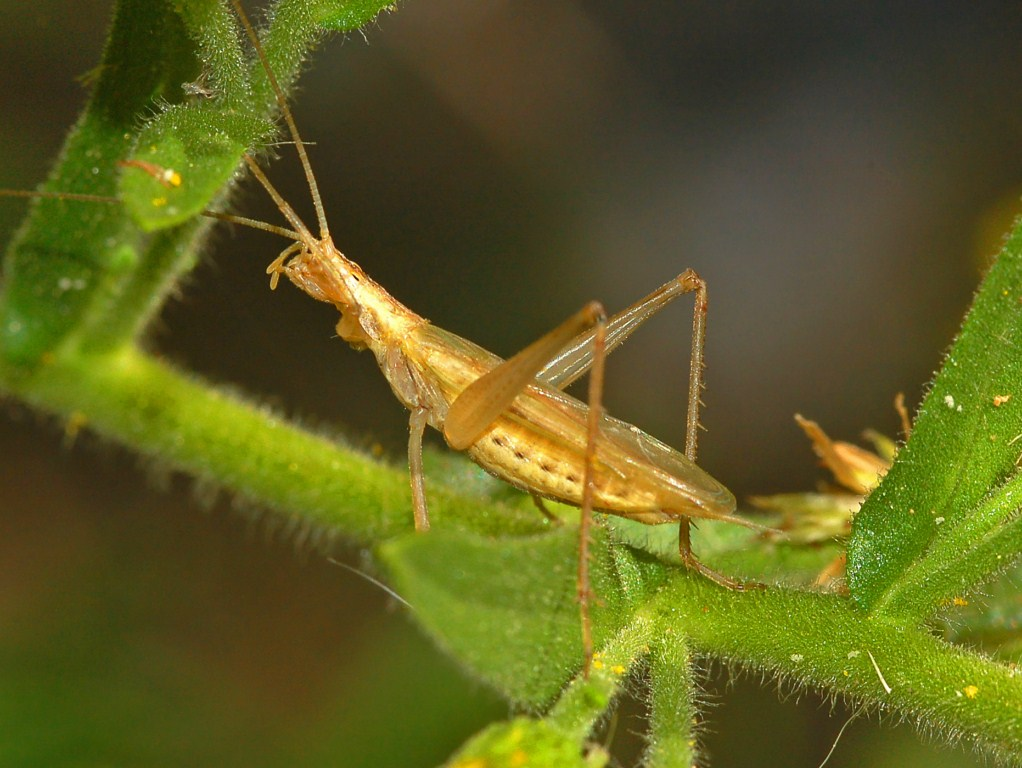
Männliches Weinhähnchen

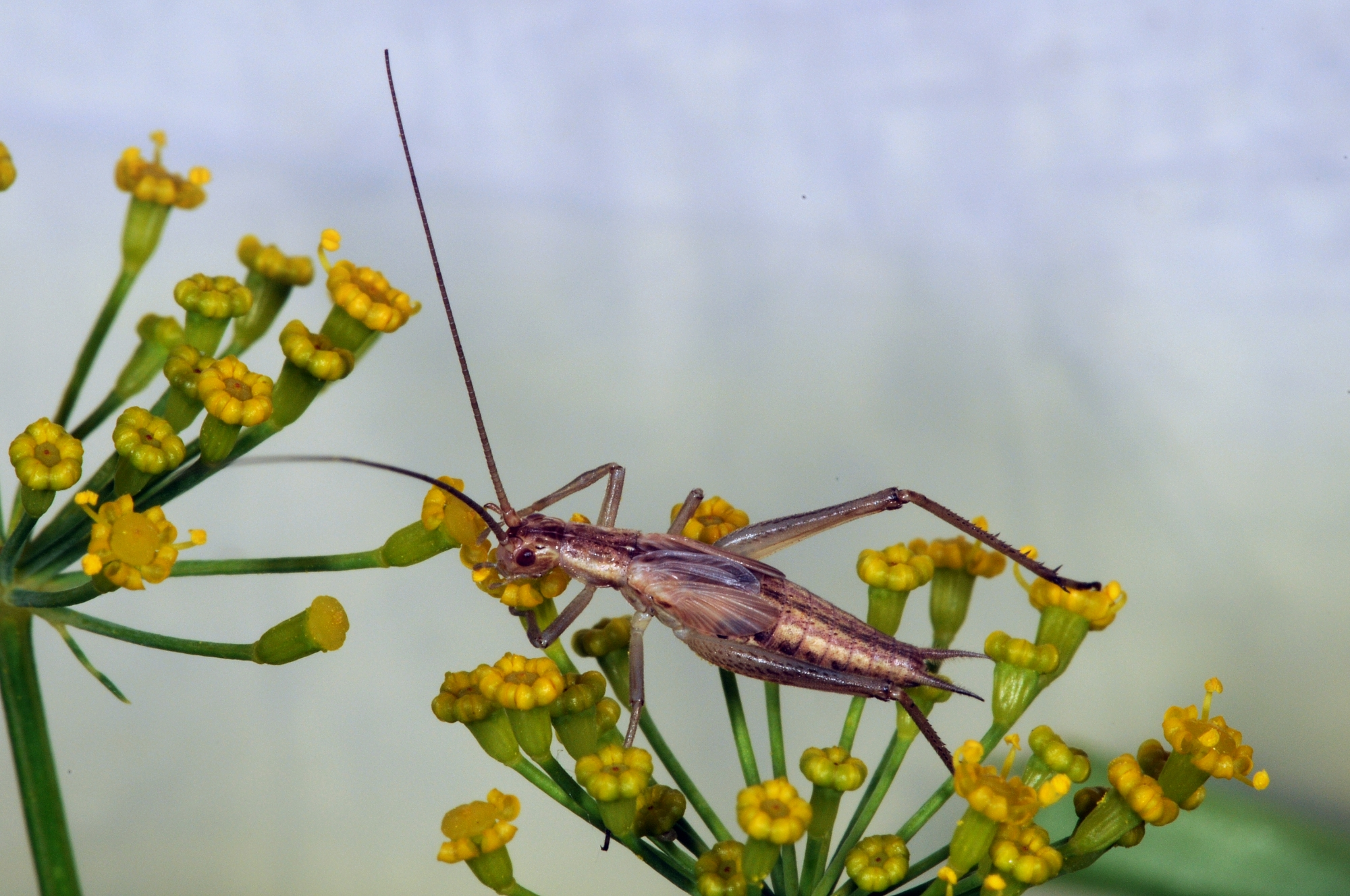
Männchen im Nymphenstadium

Das Weinhähnchen (Oecanthus pellucens) ist eine Langfühlerschrecke, unter diesen die einzige Blütengrille Mitteleuropas. In Südeuropa gibt es außerdem die nahe verwandte und sehr ähnliche Art Oecanthus dulcisonans.

## Merkmale
Das Weinhähnchen erreicht eine Größe von etwa 15 mm, das Weibchen ist dabei etwas größer als das Männchen. Die Färbung ist gelblich-braun, strohfarben, die Flügel ragen meist knapp über den Hinterleib hinaus, können aber auch kürzer oder länger sein. Die Legeröhre der Weibchen ist lang und schwach gebogen, an den Seiten liegen die fast ebenso langen Cerci an. Der Körper ist anders als bei anderen Grillenarten recht schlank und lang gestreckt.

## Verbreitung
Das Weinhähnchen besiedelt vor allem die Länder rund um das Mittelmeer mit Schwerpunkt in Südeuropa, im Osten reicht die Verbreitung bis nach Westasien. Die nördliche Verbreitungsgrenze läuft durch Belgien, die Niederlande, Deutschland (bis Berlin) und Südpolen.
In Deutschland liegt der Verbreitungsschwerpunkt in den wärmebegünstigten Tälern, von Rhein, Main, Mosel, Neckar, Nahe und anderen Seitentälern. Die Art breitet sich zurzeit an ihrem nördlichen Arealrand aus und hat entlang des Rheins die Niederlande erreicht. Die meisten Funde liegen unter 400 m ü. NN, aber auch in der Höhenverbreitung hat die Art in den letzten Jahren immer höhere Lagen besiedelt. Seit etwa 2013 gibt es weitere Verbreitungsnachweise für Thüringen, Sachsen-Anhalt und Sachsen.

## Lebensraum
Der typische Lebensraum des Weinhähnchens sind wärmebegünstigte Flächen mit höheren Kräutern oder Stauden, wie etwa Trockenrasen, Halbtrockenrasen, Weinbergsbrachen, Ruderalfluren, Flugsanddünen und Industriebrachen. Am Nordrand seines Verbreitungsgebietes werden meist wärmeexponierte Hänge besiedelt, z. B. Bahndämme und unbewirtschaftete Ruderalflächen an Weinbergen.

## Lebensweise
Bei milder Witterung kann man ab Ende Juli z. B. nach Einbruch der Dunkelheit und mit Unterbrechungen fast die ganze Nacht hindurch den typischen weichen Gesang (Stridulation) der Männchen hören: Feine „drü-drü“-Silben, die bei entsprechender Wärme fast im Sekundentakt minutenlang aufeinander folgen. Erzeugt werden diese „Silben“ durch Aneinanderreiben der steil zu einem „Schalltrichter“ aufgestellten, zarten Vorderflügel. Wenn das Männchen seine Ausrichtung in der Vegetation ändert, scheint der Gesang aus einer anderen Ecke zu kommen. Deshalb sind diese unscheinbaren Tiere schwer aufzufinden, selbst wenn sie singen – freilich nur für uns, nicht für das anzulockende Weibchen.
Nach der Paarung legt das Weibchen mittels seines Ovipositors die Eier in Pflanzenstängel. Dabei kommt es nicht zu einer Spezialisierung auf bestimmte Pflanzen.

## Nahrung
Das Weinhähnchen ernährt sich einerseits von zarten Blütenteilen wie Staub- und Blütenblättern, ist aber auch, wie aus Laborbeobachtungen hervorgeht, auf tierische Kost wie Blattläuse, Spinnen, Insektenlarven angewiesen.